# Shetlandplatte

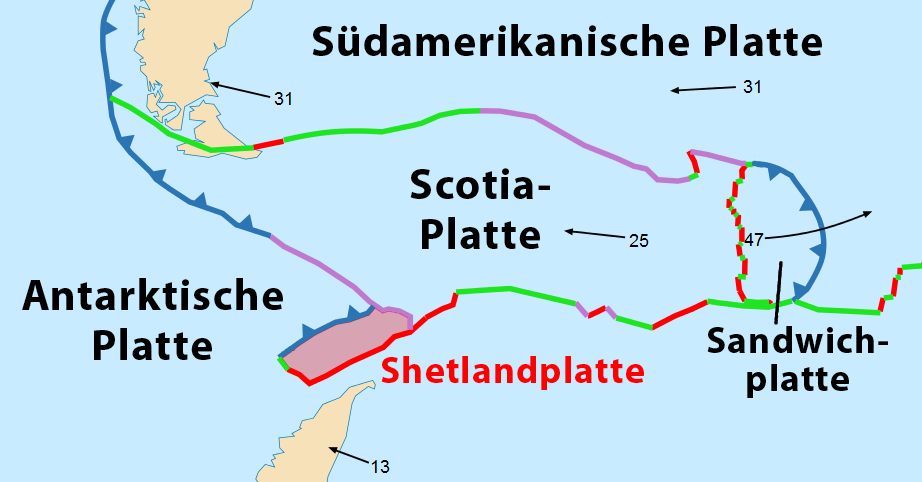
Lage der Shetlandplatte
blaue Linien: Subduktionszone,
rote Linien: Ozeanbodenspreizung,
violette Linien: konvergierende Plattengrenze,
grüne Linien: Transformstörung

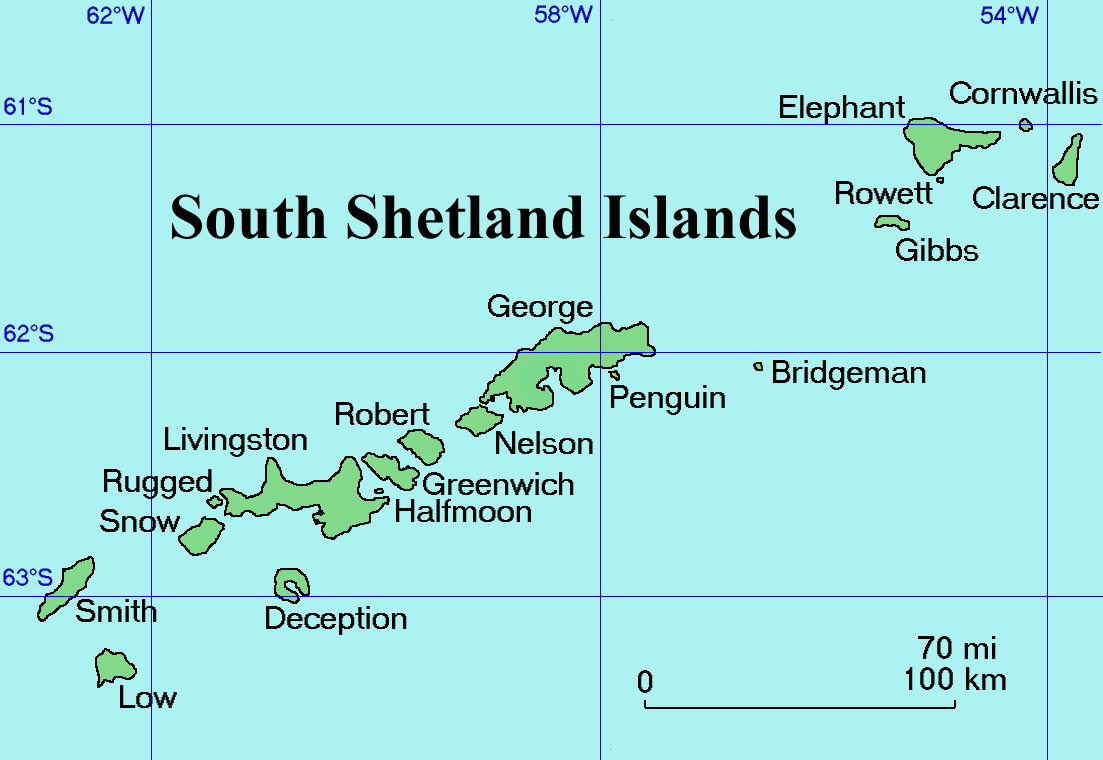
Karte der Südlichen Shetlandinseln

Die Shetlandplatte, auch South Shetland Block genannt, ist eine kontinentale Mikroplatte nordwestlich vor der Spitze der nördlichen Antarktischen Halbinsel. Sie wurde infolge tektonischer Dehnungsprozesse des Bransfield Troughs von ihr getrennt.
Die Shetlandplatte wird an drei Seiten von der Antarktischen Platte begrenzt, während die vierte Seite an die Scotia-Platte anschließt. Alle Plattengrenzen sind durch tektonische Störungen definiert. Die nordwestliche Grenze bildet eine Tiefseerinne, die einen Überrest einer Subduktionszone darstellt, in der die ehemalige Phoenix-Platte, jetzt Teil der Antarktischen Platte, unter die Antarktische Halbinsel abtauchte. Die südöstliche Grenze zur Antarktischen Platte ist divergierend mit Ozeanbodenspreizung. Die südwestlichen und nordöstlichen Grenzen sind jeweils Teil größerer Transformstörungssysteme.
Die tektonische Entwicklung begann vor ca. 54 mya mit der Subduktions-Verlangsamung und -Verlagerung der Phoenix-Platte von Süden nach Norden an die Shetlandplatte bzw. an den Rand der Antarktischen Halbinsel. Vor etwa 9 mya kam es zu einer beginnenden Zerrüttung der Phoenix-Platte, die mit Verringerungen von Ozeanbodenspreizungen einherging, die bis ca. 3,3 mya anhielten. In diesem Zeitraum erfolgte auch weitgehend die Trennung der Shetlandplatte von der Antarktischen Platte.
Die Evolution der Shetlandplatte umfasst auch die Entwicklung der Südlichen Shetlandinseln.
Hinweis: Sofern nicht anders vermerkt, beziehen sich die Bezeichnungen der geologischen Strukturen und Merkmale auf die jeweils behandelten Zeiträume. Diese unterscheiden sich demzufolge von den heutigen Ausformungen.

## Lage und Erstreckung

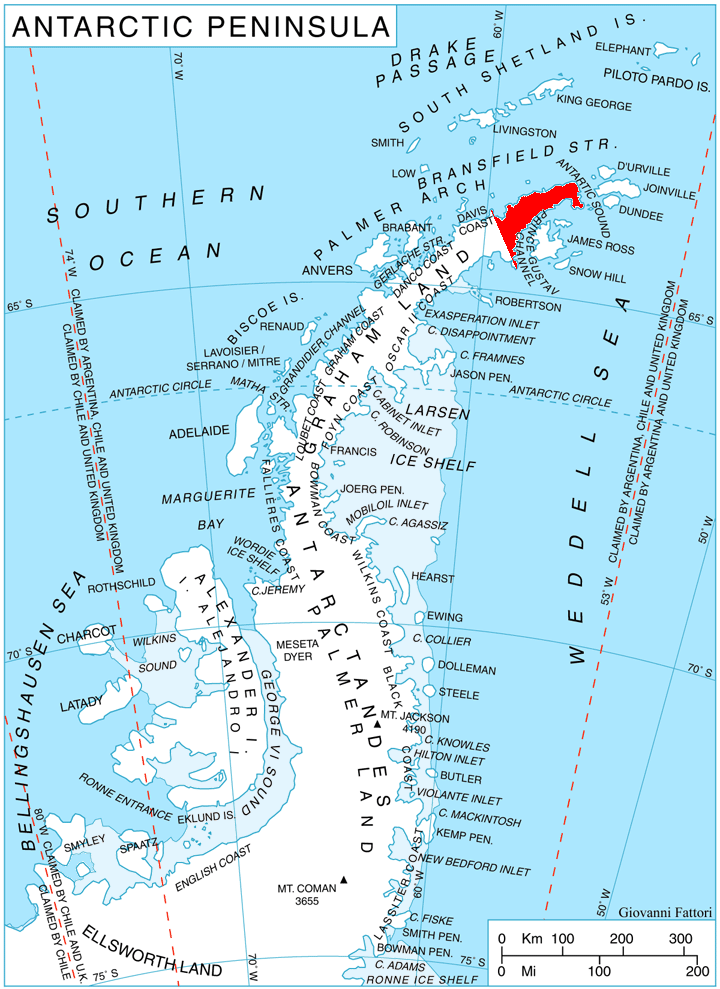
Lage der Trinity-Halbinsel im Norden Grahamlands
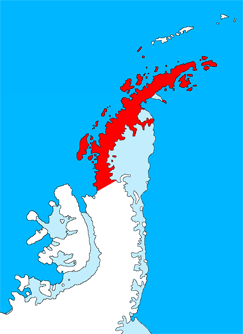
Lage von Grahamland

Die Shetlandplatte erstreckt sich über ca. 500 Kilometer in nordöstlicher Richtung quasiparallel zur nördlichen Antarktischen Halbinsel und ca. 120 km nordwestlich von der Trinity-Halbinsel an der Spitze von Grahamland. Der gemittelte Abstand zu den nächsten Landmassen beträgt ca. 650 km Richtung der Südlichen Orkneyinseln und ca. 1120 km zu den Falklandinseln. Die Shetlandplatte ist ca. 700 km lang, ca. 100 km breit und umfasst eine Fläche von ca. 4000 Quadratkilometern.

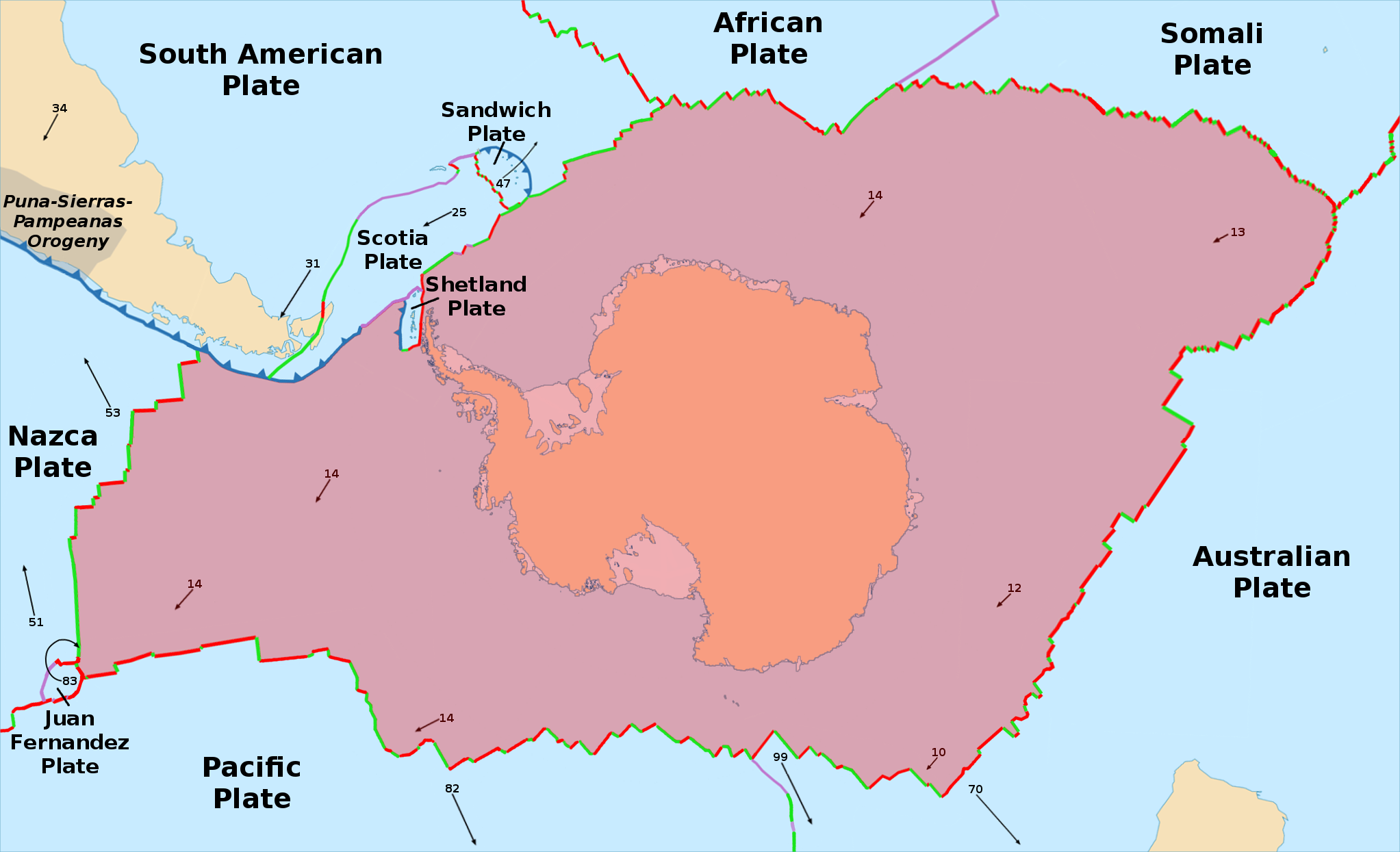
Karte der Antarktischen Platte
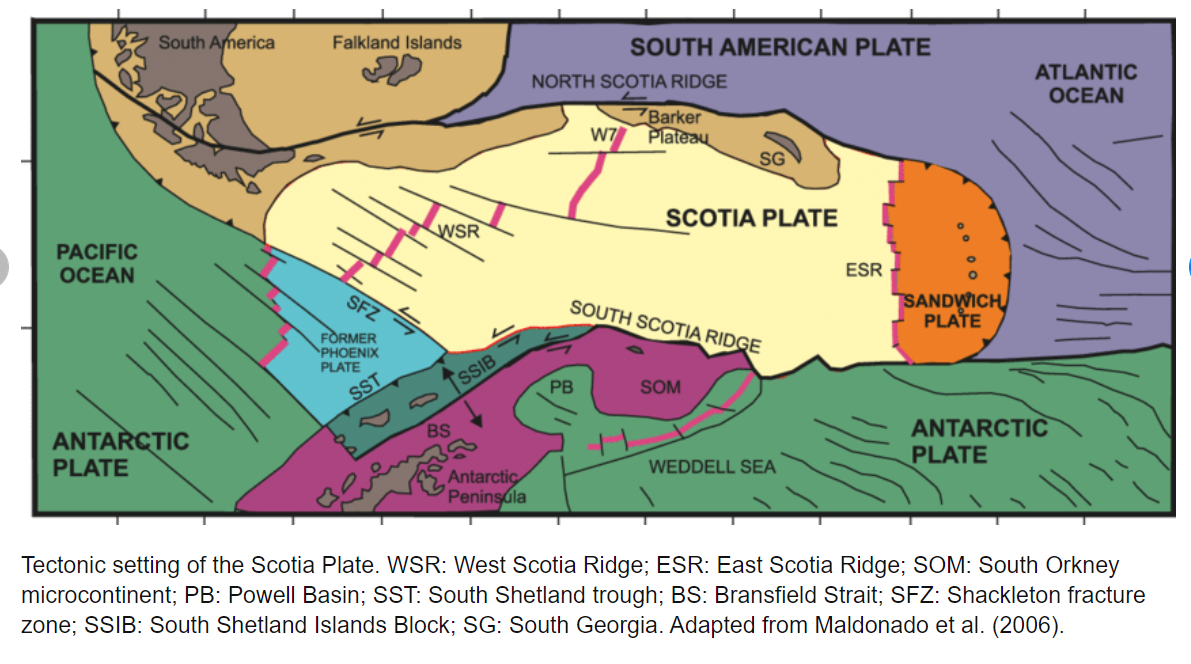
Scotia-Platte mit angrenzenden Kontinentalplatten und geologischen Verwerfungen
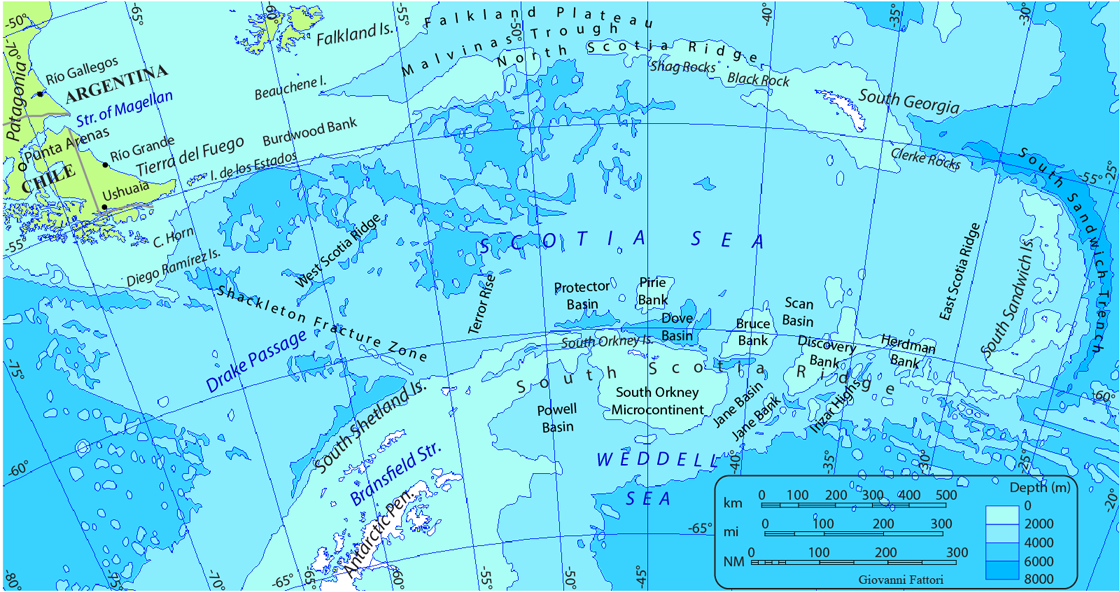
Karte der Scotiasee
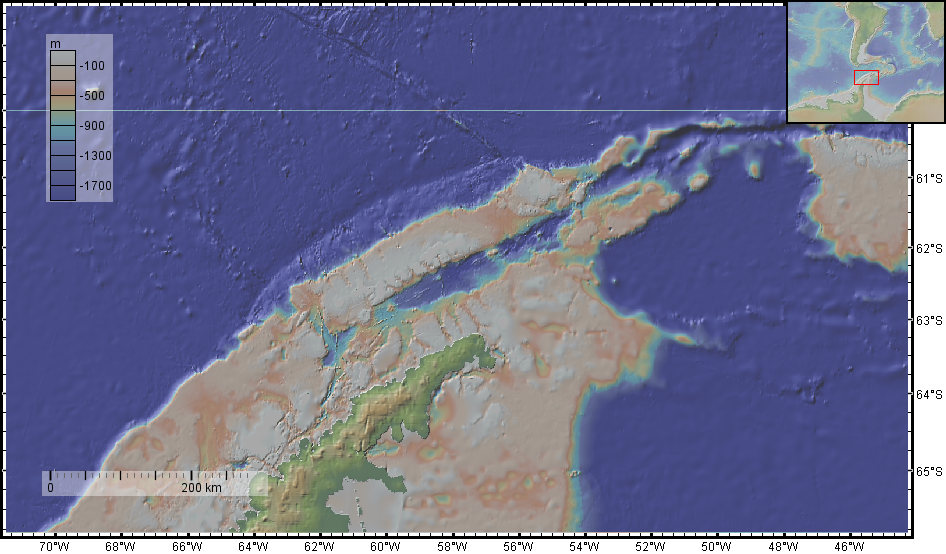
Bathymetrische Karte vom Bransfield Trough

Die Shetlandplatte wird von der Antarktischen Platte, der Scotia-Platte und durch mehrere komplizierte tektonische Strukturen begrenzt: den South Shetland Trough und den Bransfield Trough im Nordwesten bzw. Südosten, die Shackleton Fracture Zone im Nordwesten und die Hero Fracture Zone im Südwesten. Die South Scotia Ridge definiert den Übergang zur Scotia-Platte im Norden.
Der South Shetland Trough bildet die Subduktionszone zum heutigen Relikt der Phoenix-Platte. Er taucht ca. 5 km tief im heutigen Pazifischen Ozean ab. Die Transformstörung der Shackleton Fracture Zone kann als Verlängerung der Subduktionszone angesehen werden, an der die Nazca-Platte unter das heutigen Südamerika gleitet, wodurch sich die Anden auffalten. Die Hero Fracture Zone ist eine Transformstörung, die die ehemalige Phoenix-Platte von der Antarktischen Platte trennt. Die South Scotia Ridge bildet eine komplexe submarine Struktur aus mehreren Auffaltungen und Gräben. Sie ist die Verlängerung der Shackleton Fracture Zone und begrenzt die Scotia-Platte mit der Scotiasee in nördlicher Richtung. Der Bransfield Trough ist eine Ozeanbodenspreizung, der die Shetlandplatte von der Antarktischen Platte abgrenzt.

## Erdgeschichtlicher Rahmen

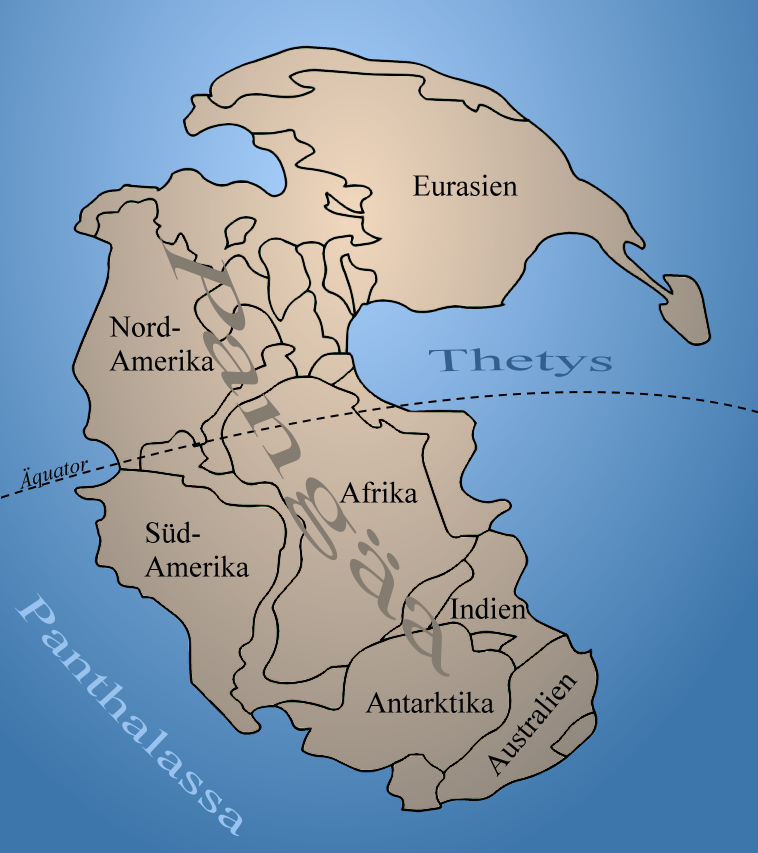
Karte von Pangaea mit der Panthalassa
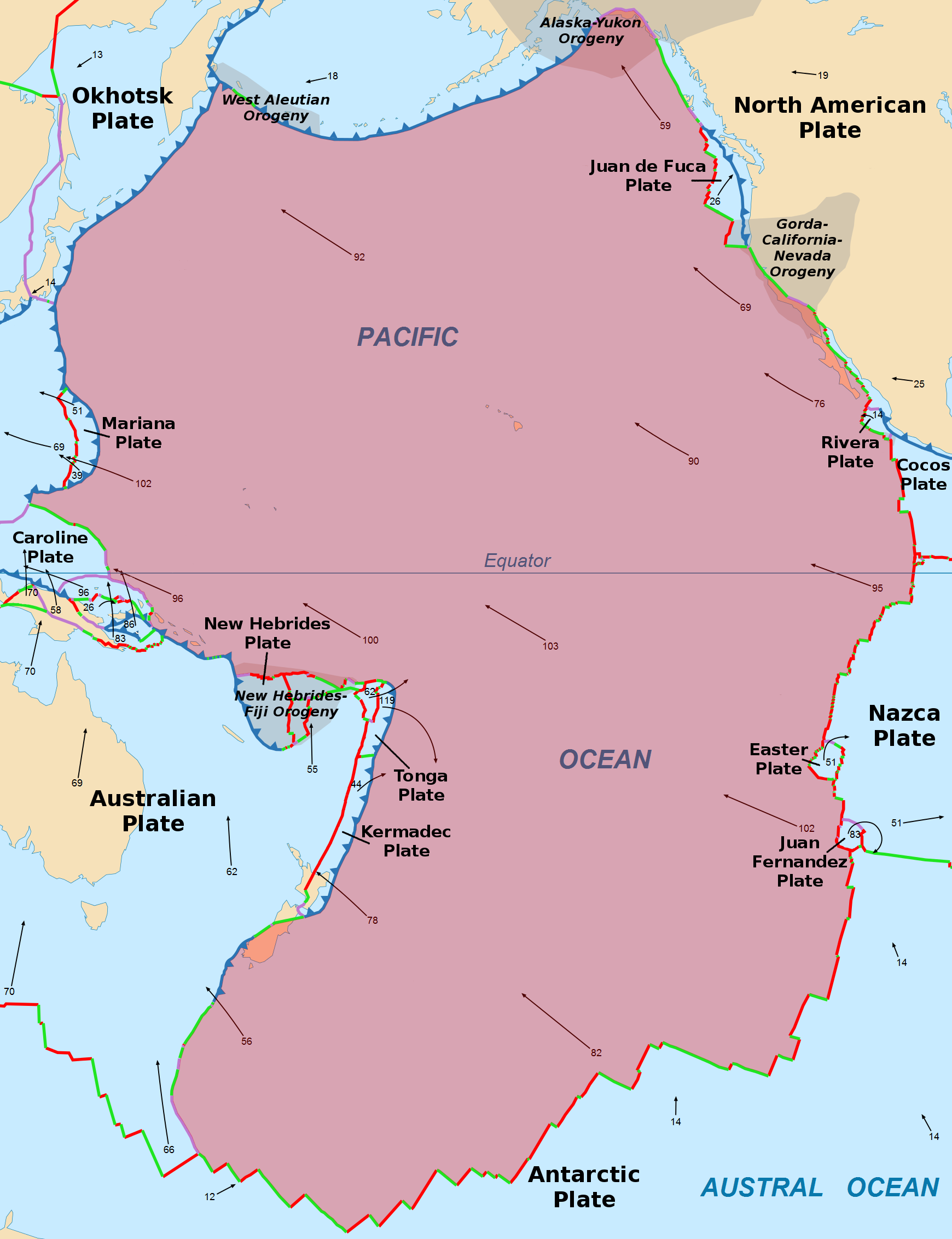
Karte der Pazifischen Platte
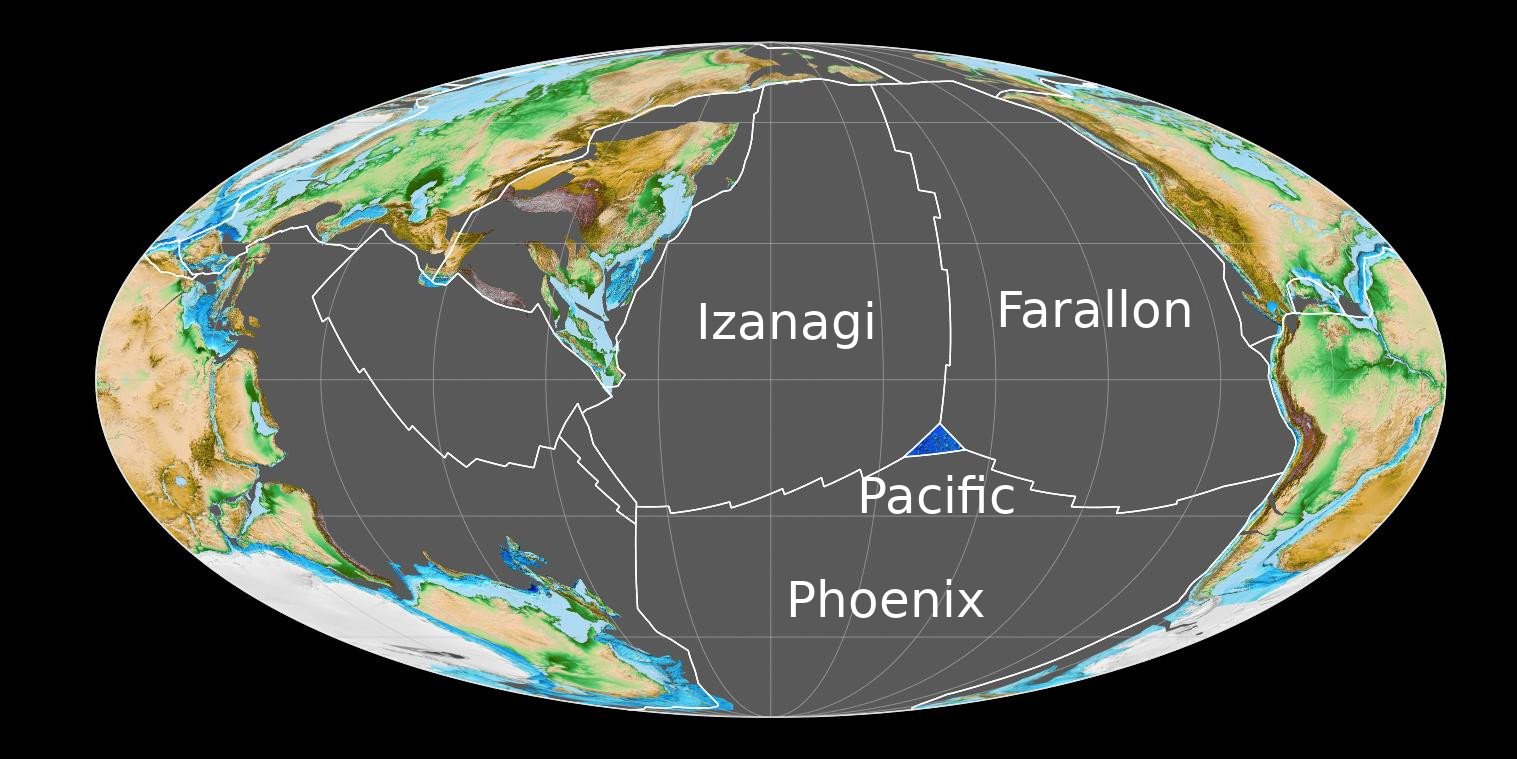
Lage der Phoenix-Platte in der Panthalassa um 180 mya

Im späten Karbon um etwa 330 mya hatte sich der Superkontinent Pangaea mit Gondwana als seinem südlichen Teil gebildet. Umgeben war Pangaea von der Panthalassa, die auch als Paläo-Pazifik bezeichnet wird. An Gondwanas südlichen Kontinentalrändern subduzierte die Phoenix-Platte. Diese erstreckten sich etwa von Australien über Zealandia und Antarktika bis hin zum südamerikanischen Patagonien.
Die Subduktion der Phoenix-Platte an der Antarktischen Halbinsel als Bestandteil der Antarktischen Platte setzte sich weiterhin fort. In den Zeiträumen von etwa 200 bis 180 mya, 120 bis 80 mya und 60 bis 40 mya bildeten sich in mehreren Phasen stark deformierte metasedimentäre Akkretionskeile mit großen Anteilen an Ozeanbodenmaterial. Diese Anwachskeile entwickelten sich an aktiven Kontinentalrändern und erstreckten sich von der Trinity-Halbinsel (siehe auch Trinity Peninsula Group) bis zu den Südlichen Orkneyinseln und der Scotia-Platte. Sie werden dem Scotia Metamorphic Complex zugeordnet. Ursache dieser Deformationen und metamorpher Überprägungen waren das Auftreten der Ferrar-Magmaprovinz, der magmatisch/vulkanischen Intrusionen (siehe auch Chon Aike Volcanic Group, Magmatische Provinzen der Antarktischen Halbinsel und Vulkanische Provinzen der Antarktischen Halbinsel) sowie die Subduktionprozesse der Phoenix-Platte.
Ab etwa 180 mya setzte die Trennung Antarktikas von Südamerika und Afrika ein (siehe auch Weddellmeer-Riftsystem). Um etwa 105 mya begann eine Reorganisation von tektonischen Platten. Es entwickelten sich Spreizungssysteme von Transformstörungen zwischen der Phoenix-Platte und der Pazifischen Platte. Erstere subduzierte unter die Antarktische Halbinsel, deren Entwicklungsgeschichte sich bis zum Ordovizium zurückverfolgen lässt (siehe auch Grundgebirge der Antarktischen Halbinsel). Von diesem Spreizungssystem zweigte ein weiteres ab, das um 83 mya Antarktika mit der Antarktischen Halbinsel von Zealandia separierte (siehe auch Westantarktisches Riftsystem).

## Separierung der Shetlandplatte

Prinzipdarstellung von Transformstörungen

Ab dem unteren Eozän, um etwa 54 mya bis zum Neogen, verursachten Kollisionen von Spreizungsrücken-Segmenten in Bereichen der Kontinental-Ozeangrenze die Verlangsamung der Subduktion und Verlagerung der Phoenix-Platte an der Antarktischen Platte bzw. am Rand der Antarktischen Halbinsel von Süden nach Norden. Magmatismus und Vulkanismus endeten schließlich um 21 mya auf der Shetlandplatte mit den Südlichen Shetlandinseln, obwohl die Subduktion dort auch heute noch andauert. Vor etwa 9 mya kam es zu einer beginnenden Zerrüttung der Phoenix-Platte. Die Spreizungsraten nahmen vor etwa 6 mya abrupt ab, wahrscheinlich aufgrund von Ost-West-Kompressionen an den langen Transformstörungen, die die Phoenix-Platte seitlich begrenzten. Die Spreizungen auf den letzten drei Segmenten des Spreizungssystems zwischen der Antarktischen Platte und Phoenix-Platte setzten sich jedoch mindestens bis vor 4 mya fort. Nach dem Spreizungsende des Meeresbodens um ca. 3,3 mya auf dem letzten Abschnitt des Antarktisch-Phoenix-Rückensystems wurde der Rest der Phoenix-Platte mit der Antarktischen Platte verschmolzen, wobei jedoch ein kurzes Segment der subduzierenden Phoenix-Platte zwischen der Hero- und der Shackleton-Transformstörung zurückblieb. Neuere Modelle weisen auf eine Folge der nach Südwesten gerichteten Ausbreitung der South-Scotia-Ridge-Verwerfung seit 3 mya hin.
Mit dem Spreizungsende fiel auch die Ausformung vom Bransfield Trough zusammen. Dieser kann aufgrund seiner tektonischen Entwicklung im Bereich der Subduktionszone des South Shetland Trough als anomales Backarc-Becken angesehen werden, während er weiter östlich in eine aktive transkurrente (auslaufende) Zone von Transformstörungen zum South Scotia Ridge übergeht. An der Subduktionszone ereignete sich eine Umbiegung der abtauchenden Phoenix-Platte gegen die Bewegungsrichtung (siehe auch slab roll-back). Diese verursachte die Krustenextension und Spreizung des Bransfield Trough. Die Shetlandplatte begann sich dadurch als eigenständige Mikroplatte zu bilden.

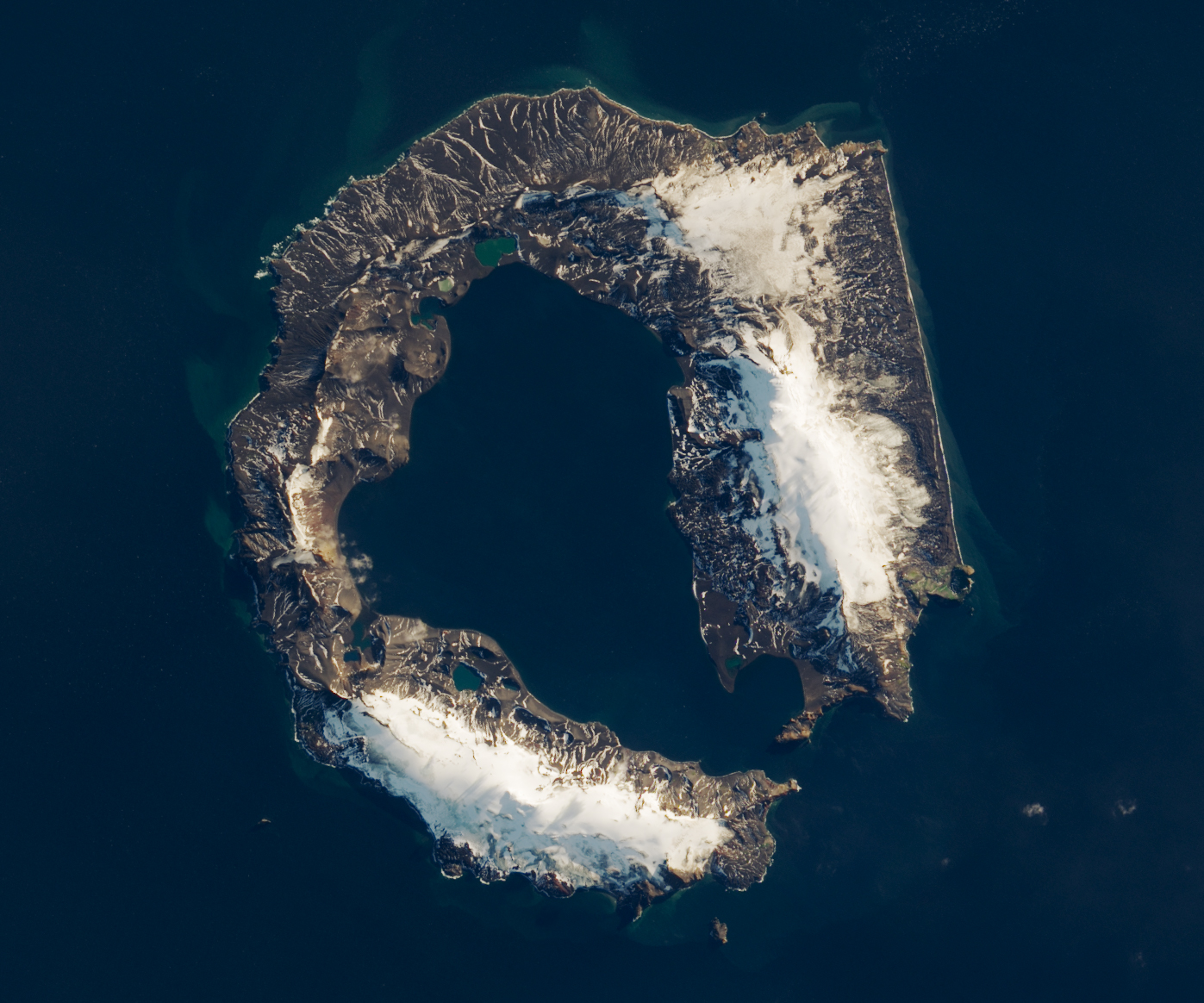
Satellitenaufnahme von Deception Island
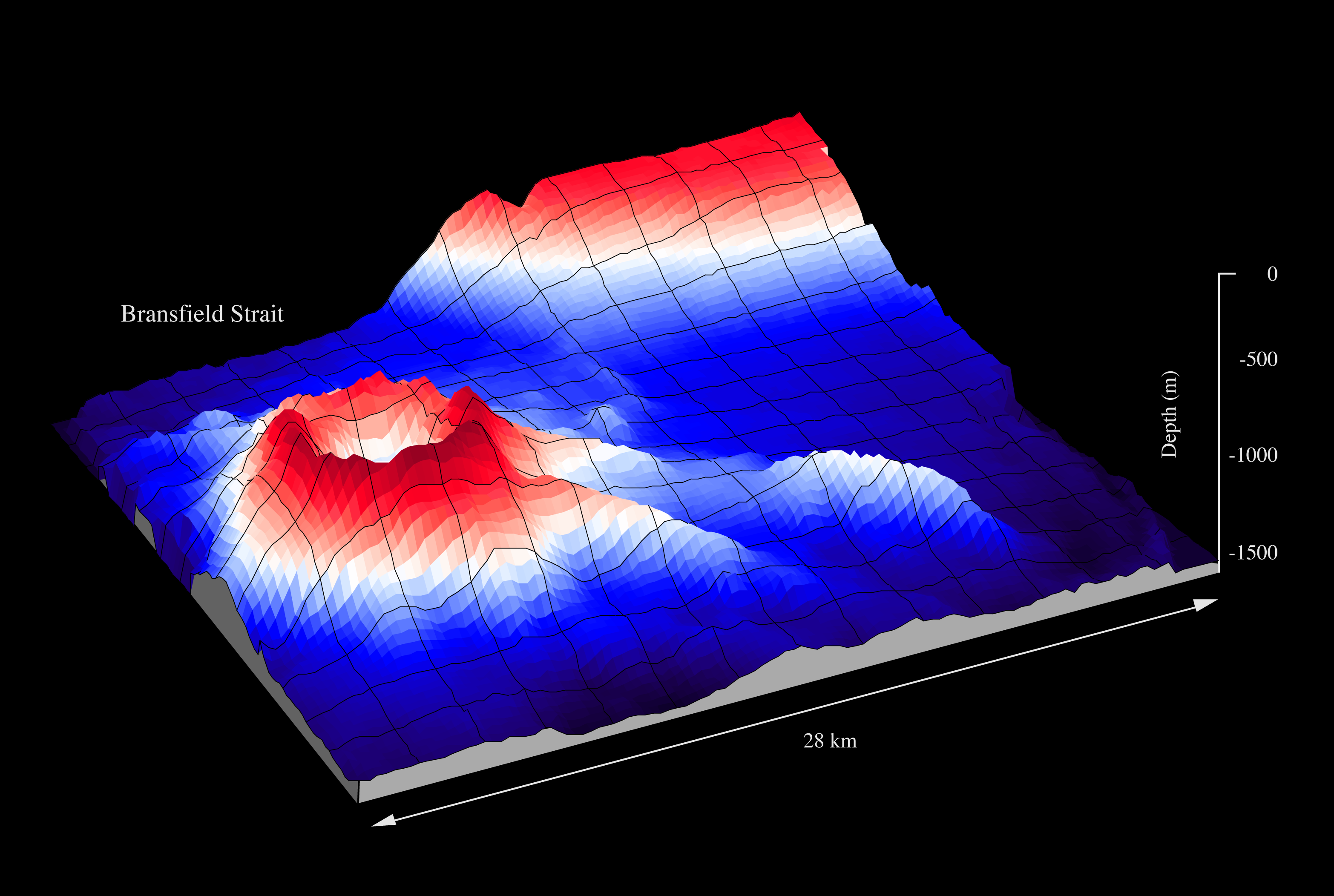
Bathymetrische Karte vom Orca Seamount
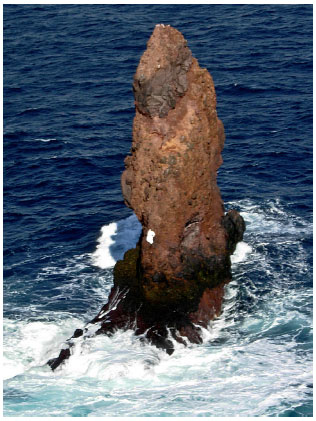
Ansicht auf den Sail Rock
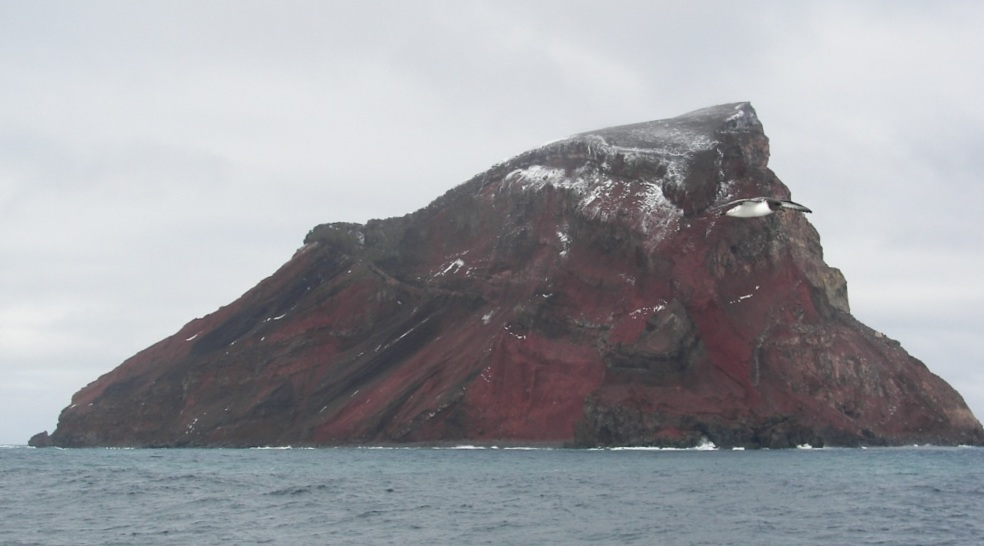
Ansicht auf Bridgeman Island

Der Bransfield Trough ist ein tektonisch und vulkanisch aktives Becken. Er erstreckt sich über eine Länge von ca. 500 km und eine Breite von ca. 60 km mit einer Tiefe von bis zu ca. 1,5 km. Er weitet sich senkrecht zur Längsachse zwischen ca. 2,3 mm/a im Südwesten und 7 mm/a im Nordwesten relativ zur Antarktischen Halbinsel aus. Strukturiert ist der Bransfield Trough in drei Subbecken, in denen sich eine Vielzahl von Vulkanen entwickelte, z. B. die Tiefseeberge (Seamounts) Deception Island und Orca Seamount und Sail Rock sowie die Vulkane auf Bridgeman Island, Penguin Island, Gibbs Island und Clarence Island. Diese werden auch den Südlichen Shetlandinseln zugerechnet. Sie haben ein Alter um ca. 2,7 mya.
Die Magmen der Tiefseeberge sind durch Tholeiite und basaltische Andesite charakterisiert. Diese sind typisch für Mittelozeanische Rücken und Ozeanische Erdkrusten. Die Vulkanite der Inseln bestehen überwiegend aus kalkalkalischen Magmaserien, welche häufig Inselbogenstrukturen aufbauen. Die Magmen von Deception Island weisen ein Spektrum von Basalten, Trachyten mit deren Kompositionen von Daziten und Andesiten sowie Rhyolithen auf.

## Regionale Geologie der Shetlandplatte
Ursprünglich war die Shetlandplatte Bestandteil der Antarktischen Halbinsel am westlichen Rand der Trinity-Halbinsel. Sie wird wie die Alexander-I.-Insel und die Adelaide-Insel der Western Domain der Antarktischen Halbinsel zugeordnet (siehe auch Geologie der Antarktischen Halbinsel). Diese Krustenblöcke liegen am bzw. vor dem westlichen Rand der Antarktischen Halbinsel.

### Krustenaufbau
Der Krustenaubau der Shetlandplatte ist mehrschichtig gegliedert. Die Krustendicke wurde anhand seismischer Untersuchungen auf etwa 32 km ermittelt, verglichen mit etwa 40 bis 45 km bei der Antarktischen Halbinsel. Sie ist somit etwa mächtig wie die durchschnittliche kontinentale Kruste. Unterschiedliche p-Wellen-Geschwindigkeiten in verschiedenen Krustentiefen haben in den obersten 10 km Werte von 6 km/s, tiefer als 10 km haben p-Wellen-Geschwindigkeiten von größer als 6,5 km/s. Somit scheint der Kruste eine mittlere Krustenschicht aus intermediären bis felsischen Gesteinen zu fehlen.
Die Zusammensetzung des tiefer liegenden Grundgebirges kann annähernd abgeleitet werden aus dem geologischen Aufbau der Trinity-Halbinsel mit der Trinity Peninsula Group. Deren Grundgebirge enthält frühordovizische Gneise, die im mittleren Perm metamorph überprägt wurden.
Es folgt eine Abfolge aus permo-triassischen metamorph überprägten metasedimentären Sedimenten, turbiditischen Sequenzen und/oder präjurassischen polydeformierten silicatischen und basaltischen Amphibolit-Assemblagen. Diese werden als Scotia-Metamorphic Complex bezeichnet.
Die ältesten metamorphen Fazies in den Südlichen Shetland-Insel datieren um 100 mya mit Grünschiefer-Fazies bis Amphibolit-Fazies.
Die obere Kruste besteht größtenteils aus unterkretazeischen bis oberen oligozänen Plutoniten und Vulkaniten, die auf allen Inseln zwischen Low Island und King George Island weithin sichtbar sind. Studien der vulkanischen und plutonischen Gesteine identifizierten subduktionstypische inkompatible Elementmuster in den mesozoischen bis tertiären Gesteinen im Gegensatz zu einem alkalischen Charakter in den jüngsten, hauptsächlich quartären Laven. Es wird angenommen, dass letztere im kausalen Zusammenhang mit dem Rifting des Bransfield Trough und dem Auftrieb der Asthenosphäre während des slab roll-backs der abtauchenden Phoenix-Platte steht.

### Magmen und Laven
Die Shetlandplatte bildet einen langlebigen vulkanischen Bogen (vulcanic arc), der zwischen ca. 135 und ca. 47 mya aktiv war. Jüngerer Vulkanismus, der bis ca. 24 mya andauerte, steht nicht in direktem Zusammenhang mit Subduktion, sondern mit Rifting des Bransfield Trough. Das Alter des Vulkanismus zeigt einen abnehmenden Trend von Südwesten noch Nordosten, was auf eine Änderung der Subduktionsrichtung und -geschwindigkeit nach ca. 60 mya hindeutet.
Die Laven reichen von tholeiitischer bis zu kalkalkalischer Zusammensetzung. Es gibt keine systematische Veränderung mit dem Alter oder der geografischen Lage. Die Zusammensetzungen von Laven der nordöstlichen Inseln weisen auf Magmabildung in einem abgereicherten Mantelbereich hin (siehe auch Fraktionierte Kristallisation), der durch subduzierte wasserhaltige basaltische ozeanischer Kruste metasomatisiert wurde. Laven von den südwestlichen Inseln zeigen einen zusätzlichen pelagischen sedimentären Einfluss, der wahrscheinlich durch die Flüssigkeitsfreisetzung aus subduzierten Sedimenten in den Mantelbereich verursacht wird.
Beispiele für die ältesten subduktionsbedingten Magmen befinden sich auf Livingston-Insel mit einem Altersspektrum zwischen 135 und 97 mya, gefolgt von Robert Island mit ca. 82 bis 53 mya. Nelson Island datiert um 58 mya. King George Island hat ein Altersspektrum zwischen 56 und 43 mya. Magmen, die mit dem Rifting des Bransfield Troughs im Zusammenhang stehen, entwickelten sich z. B. an Rändern bzw. auf King George Island, Livingston-Insel und Penguin Island. Diese datieren auf 24 mya und 2,7 mya. Die Inselgruppe von Elephant Island und Clarence Island im äußerten Nordosten wird dem Scotia-Metamorphic Complex zugeordnet.

### Vulkanite und Vulkane
Die Vulkanite auf der Shetlandplatte umfassen generell Lavaströme, Pyroklastika mit unterschiedlichen Tuffen, verschiedenartige Brekzien und vulkanische Agglomerate. Außerdem traten Ganggesteine (Subvulkanite oder hypabyssale Intrusionen) in Form von Dykes, Sills und kleinen subvulkanischen Intrusivkörpern auf. Die Vulkanausbrüche datieren zwischen der unteren Kreide und dem oberen Pliozän. Erstere wurden durch die Subduktionsprozesse der Phoenix-Platte an der Antarktischen Halbinsel hervorgerufen (siehe Erdgeschichtlicher Rahmen), letztere durch die Separierung der Shetlandplatte (siehe Separierung der Shetlandplatte).
Neben den bereits aufgeführten Vulkanen im Brainsfield Trough werden hier beispielhaft einige Vulkane auf der Shetlandplatte aufgeführt:

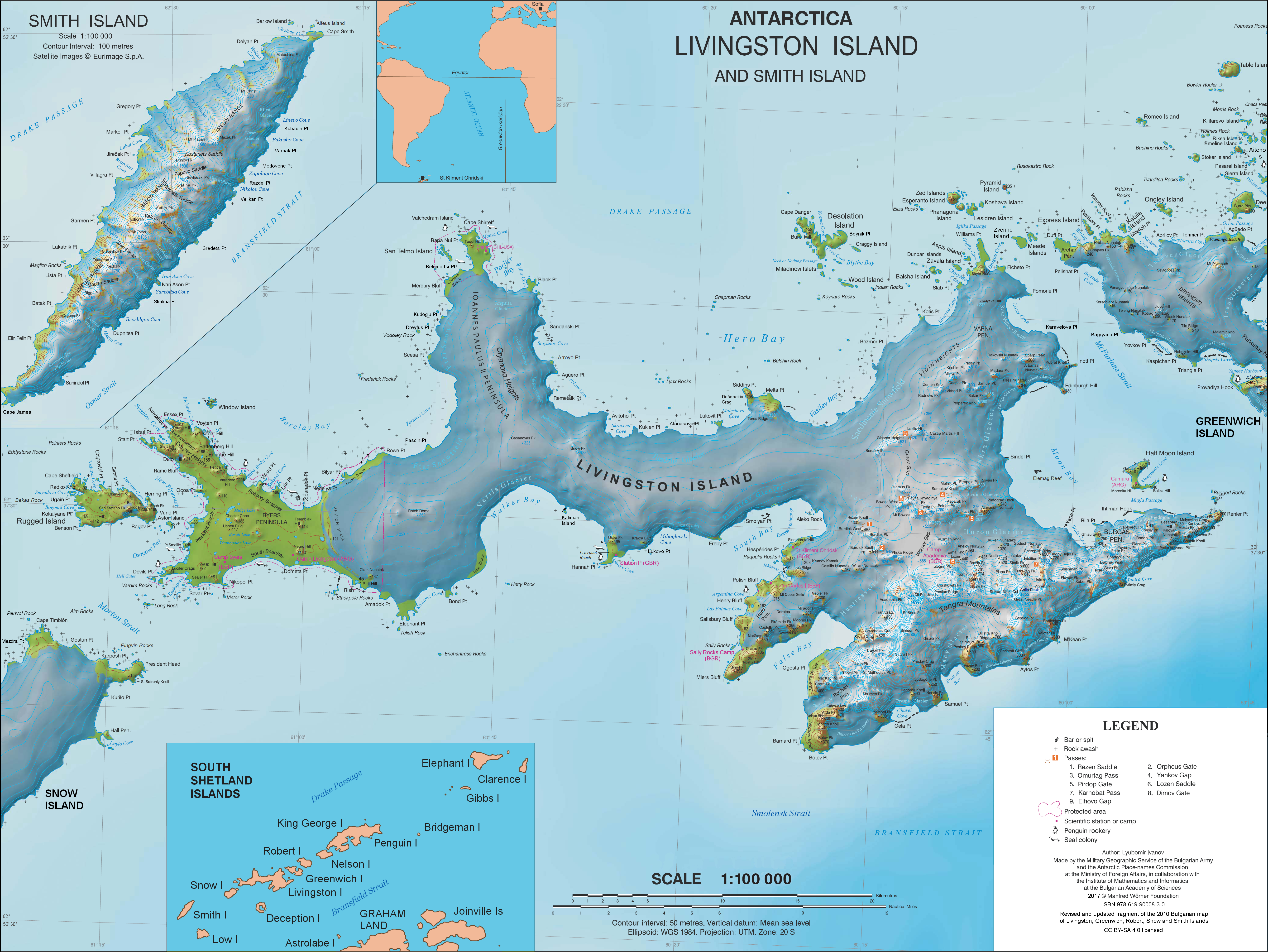
Karte der Livingston-Insel
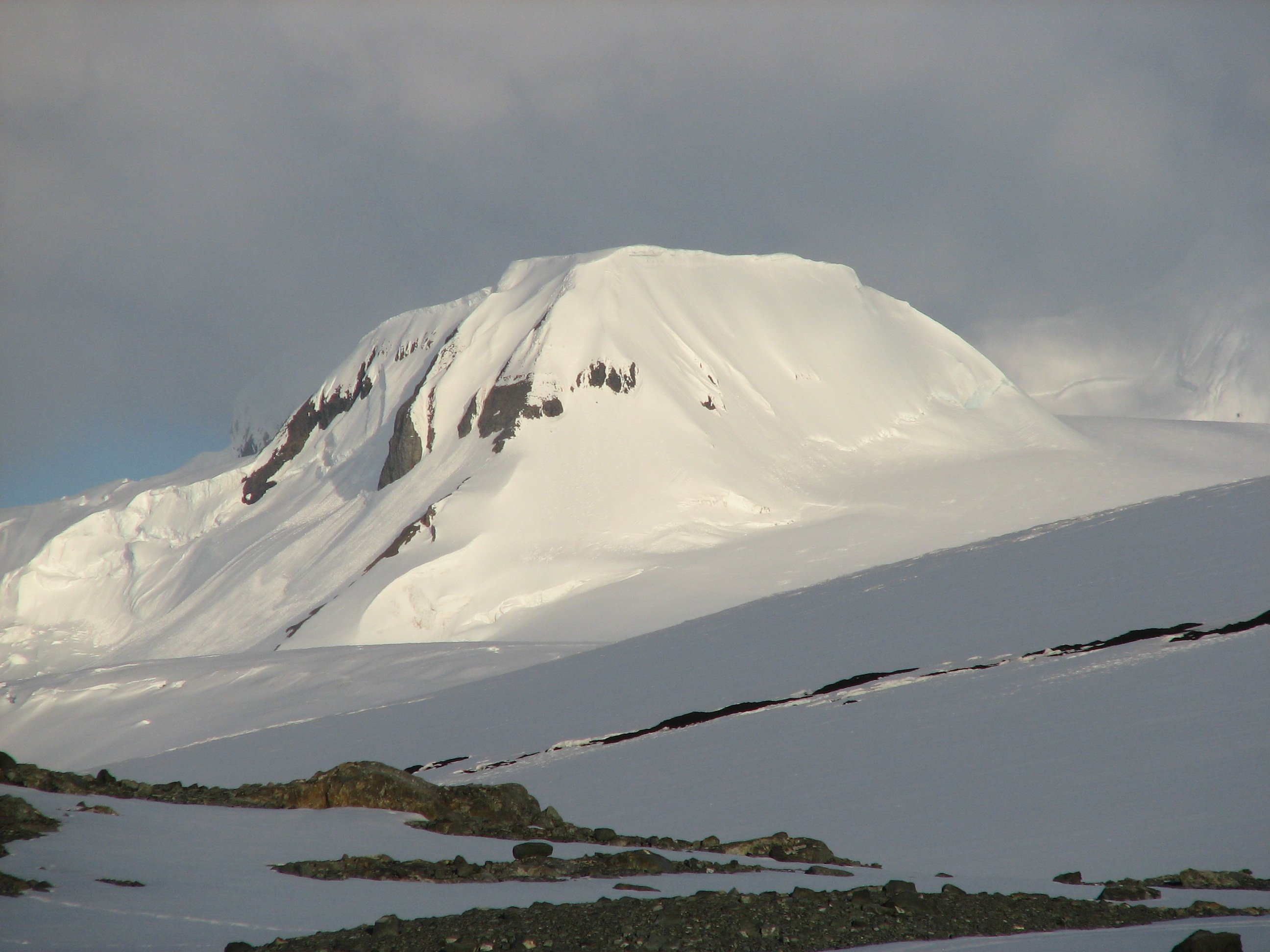
Rezen Knoll
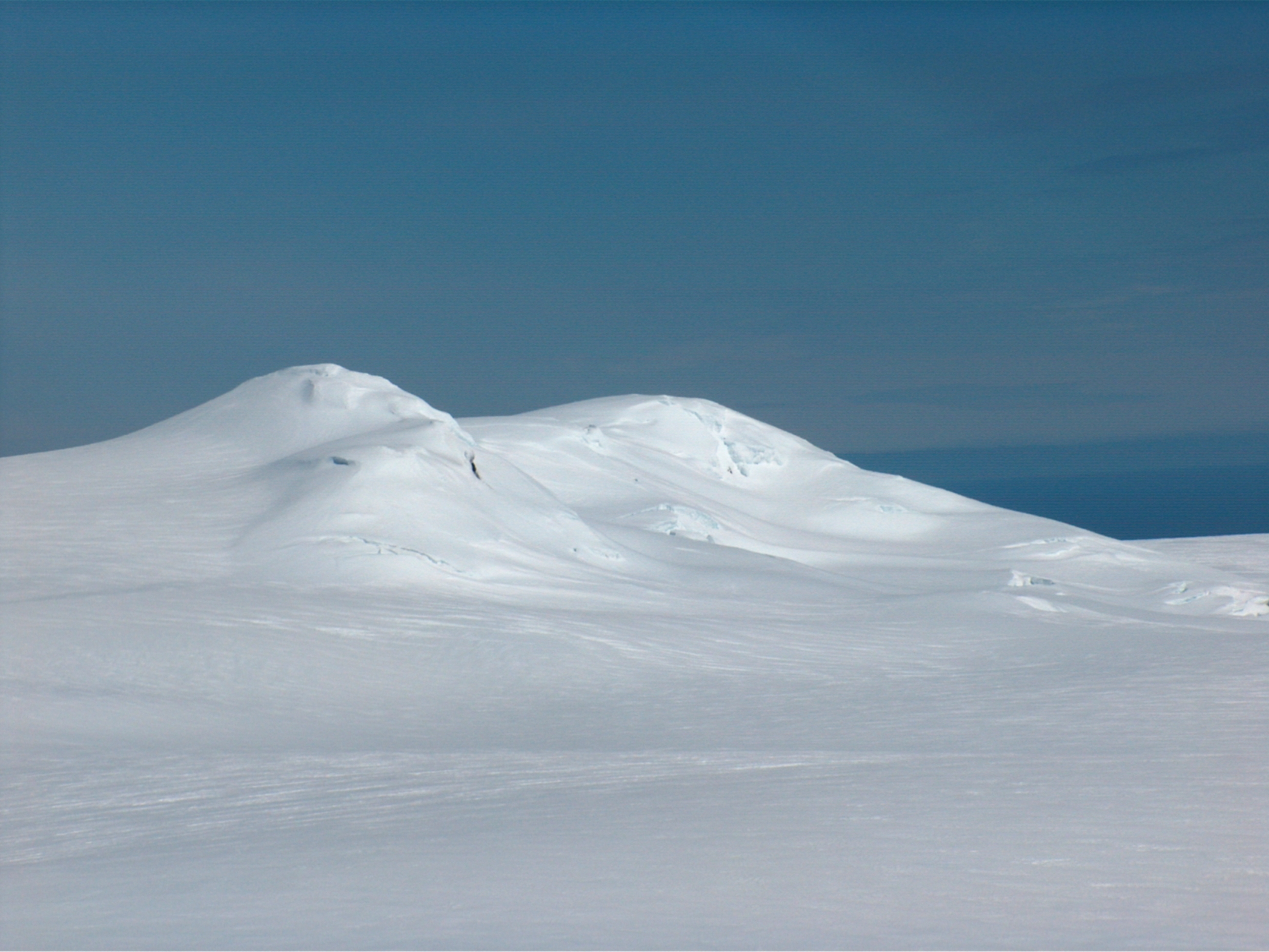
Gleaner Heights
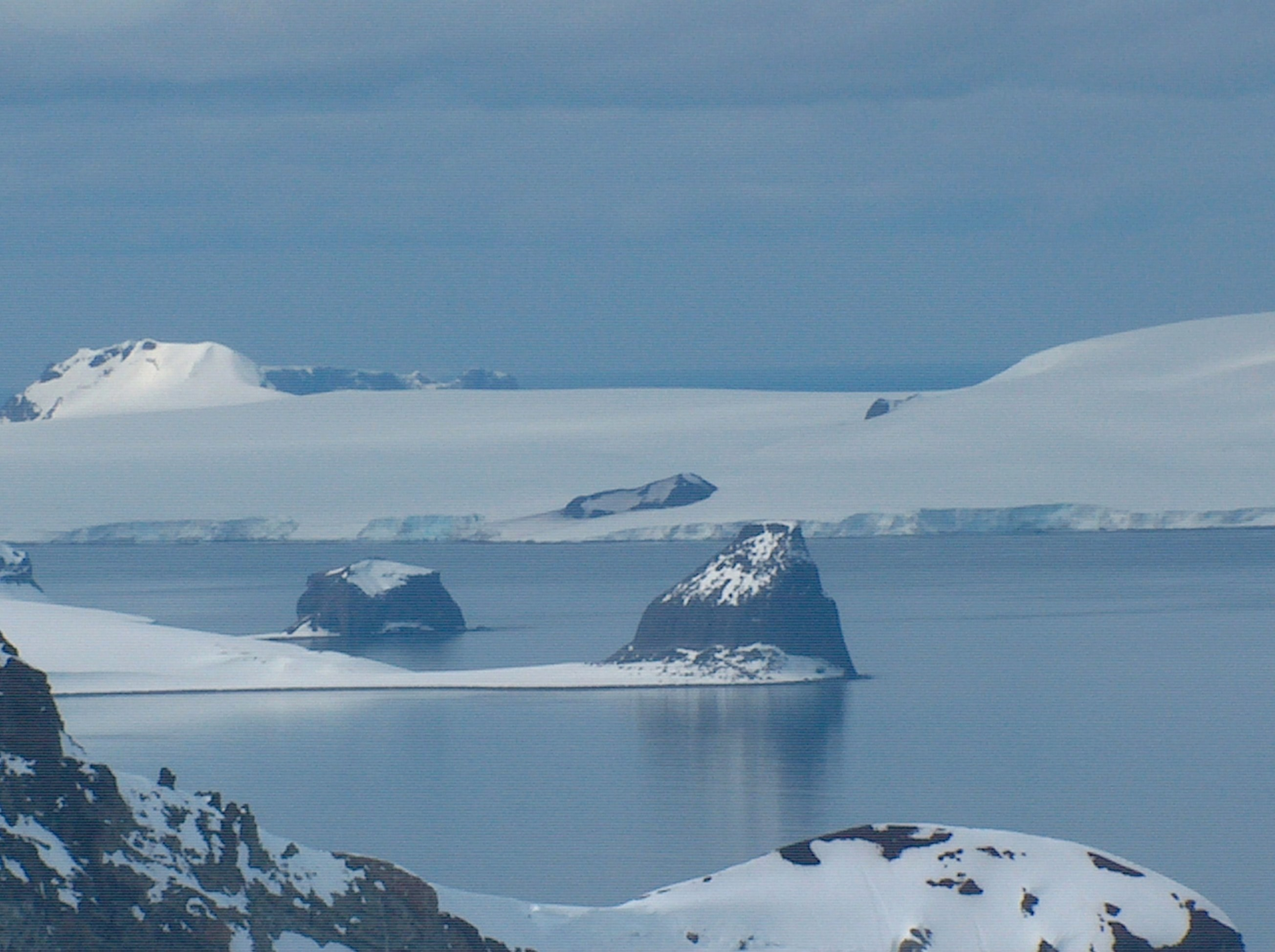
Edinburgh Hill, Mitte rechts
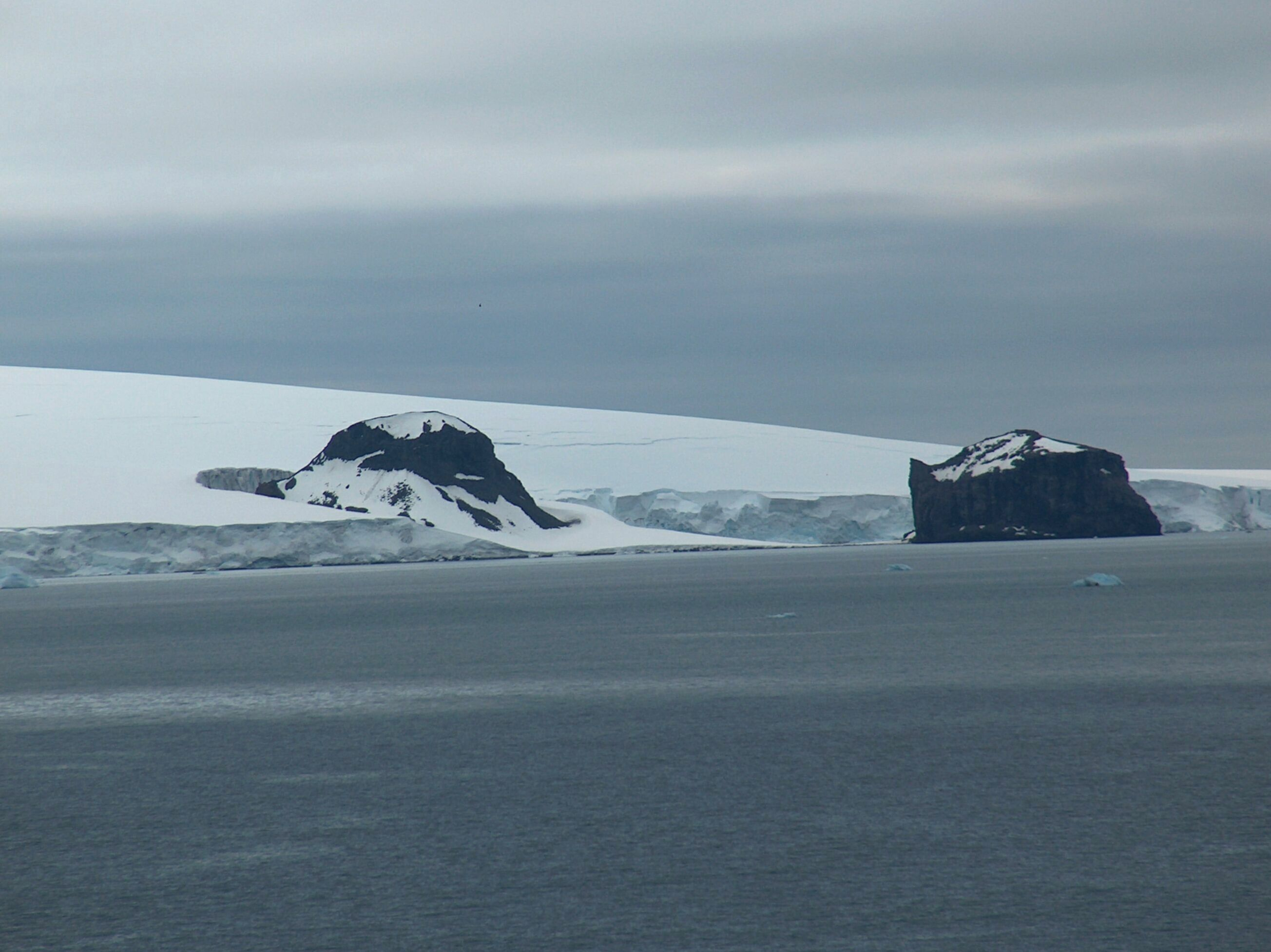
Kubrat Knoll

Auf der Livingston-Insel sind dies der Rezen Knoll, die Gleaner Heights, der Edinburgh Hill und der Kubrat Knoll.

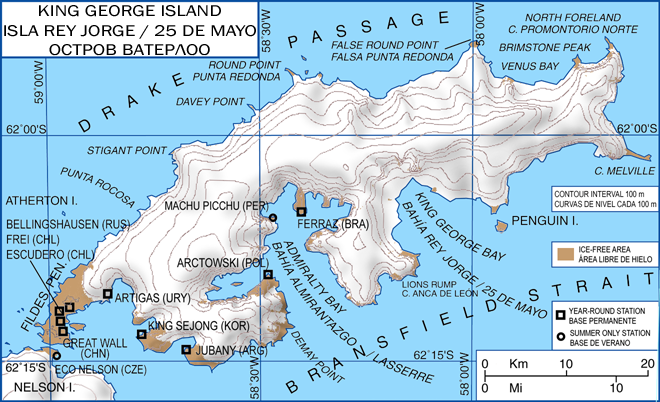
Karte von King George Island
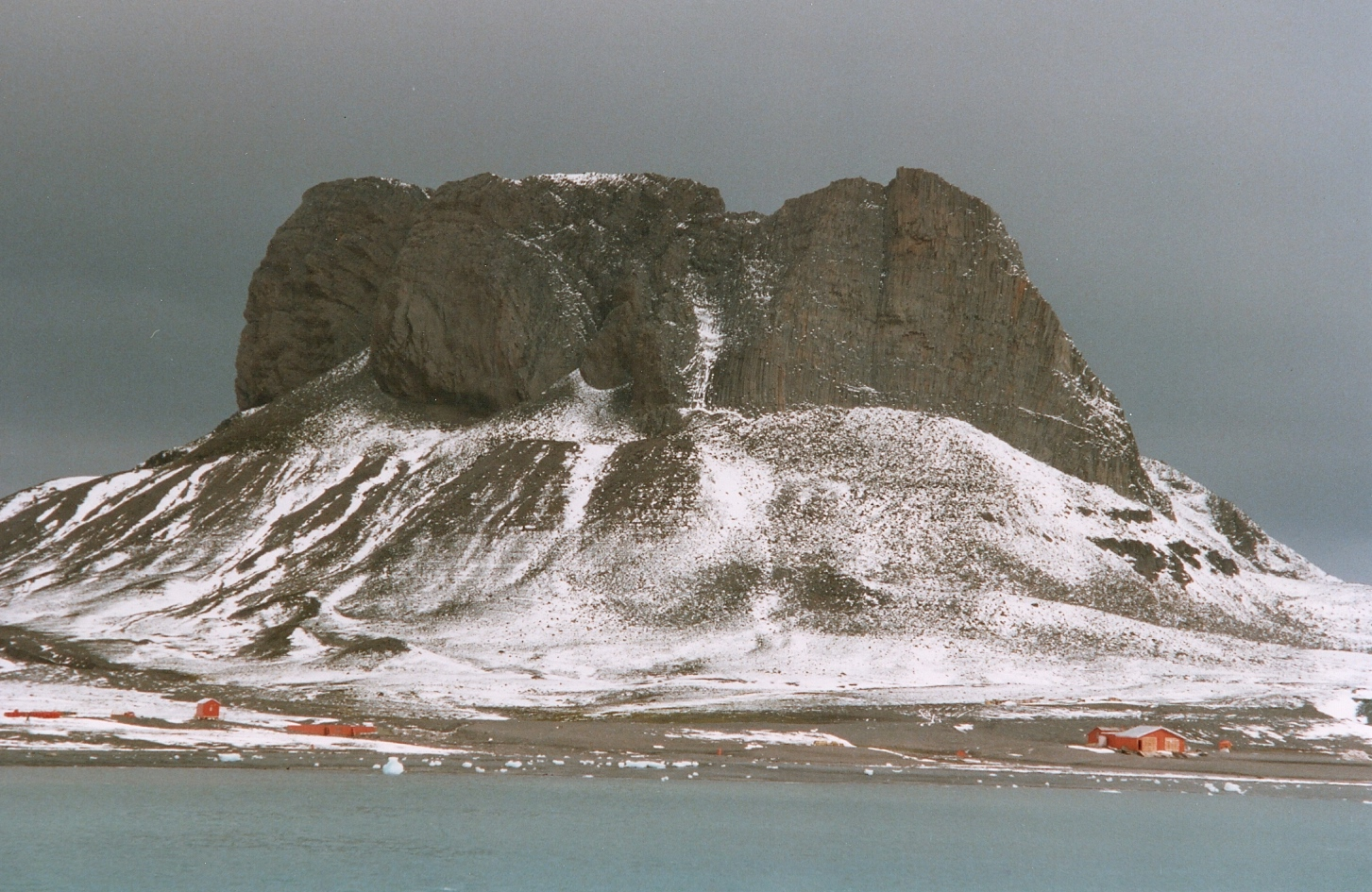
Three Brothers Hill
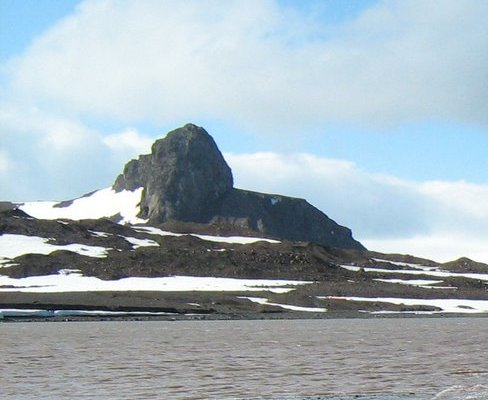
Sphinx Hill
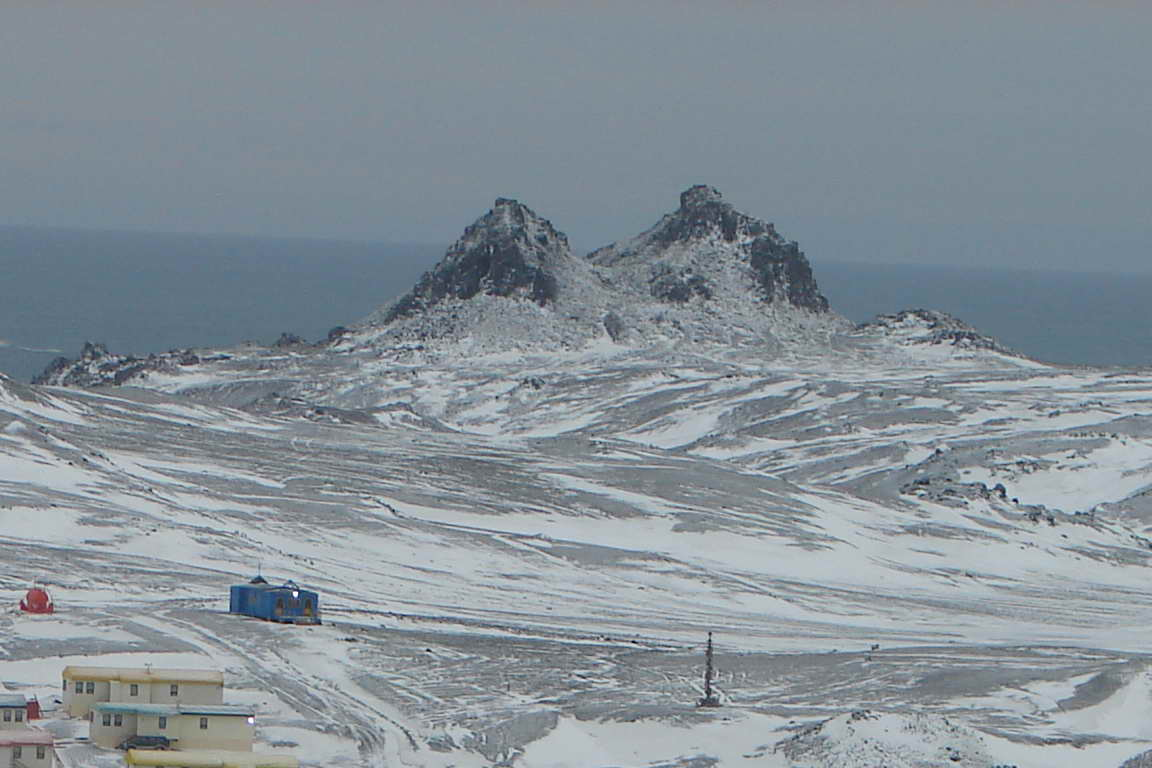
Gemel Peaks
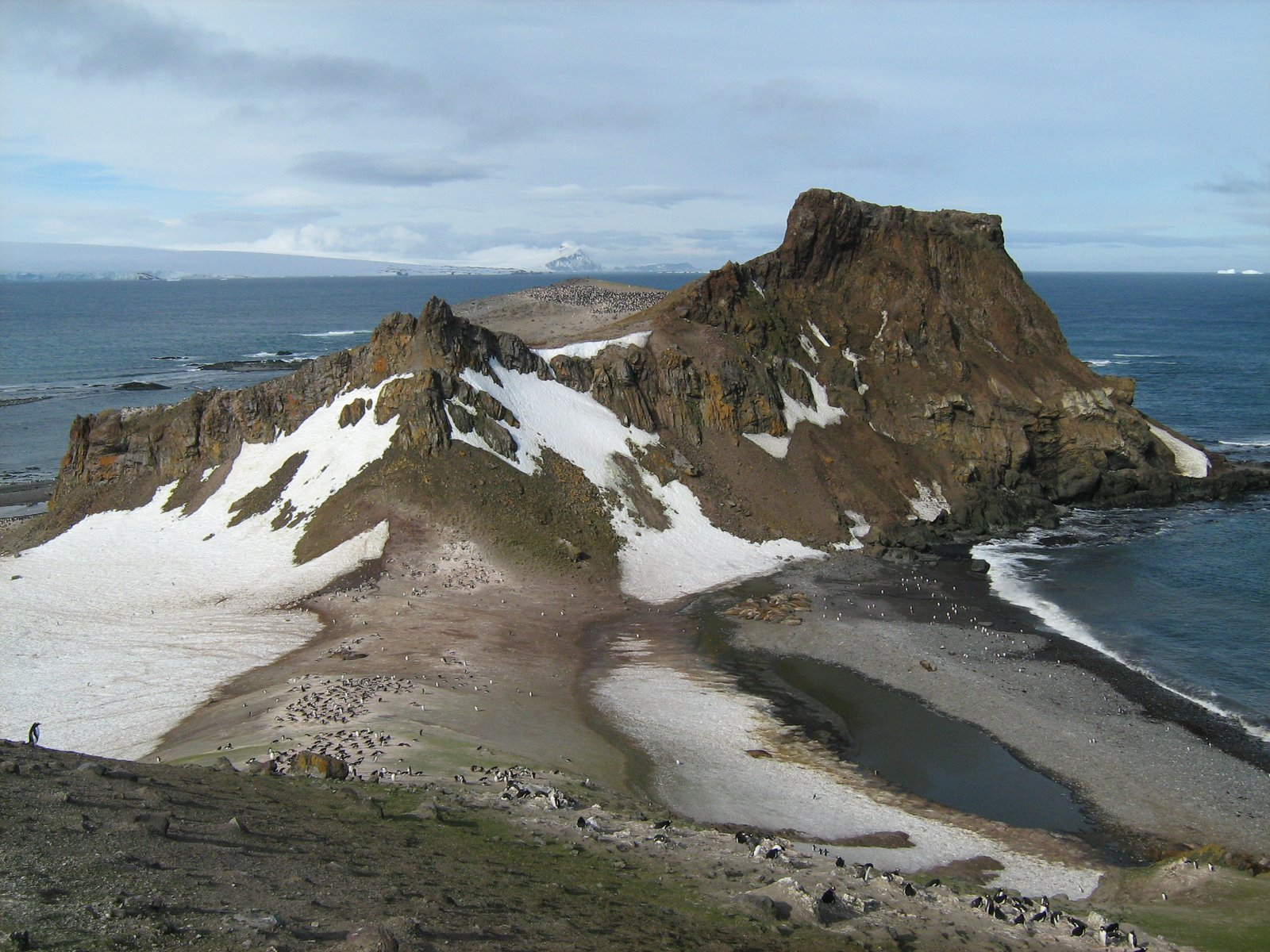
Lions Rump
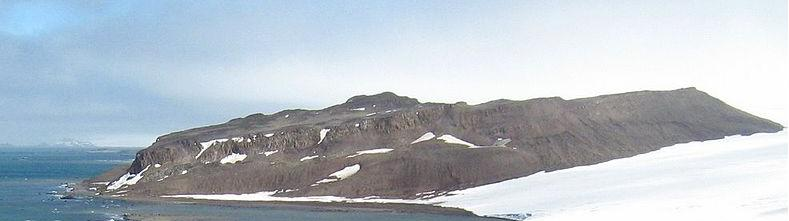
Red Hill

Auf King George Island erheben sich die Three Brothers Hill, der Sphinx Hill, die Gemel Peaks, die Lions Rump und der Red Hill.